# Via Al-Saliba
Via Al-Saliba (in arabo  شارع الصليبة‎?), è una delle vie meridionali più note di Il Cairo storica. È una strada lunga oltre un kilometro e mezzo, inizia alla destra della moschea di Al-Sayyeda Zeinab e termina con la piazza della cittadella di Saladino. Fa parte di tre diversi distretti: Al-Sayyeda Zainab, Al-Suyufiyah e Al-Khalifa. Tra i monumenti, in essa ubicati, il più conosciuto è Ahmad ibn Tulun, la moschea più grande del Cairo e la più antica dell'Africa.

## Monumenti
Gli edifici più importanti di via Al-Saliba da sud verso nord-est:
- Mosche a del ultano Gaqmaq
- Mausoleo/Khanqah/Madrasa di Salar e Sangar al-Gawli
- Moschea di al-Amir Sarghatmish
- Madrasa del sultano Qaytbay
- Moschea di Ahmad ibn Tulun
- Bayt Al-Kritliya (Museo Gayer-Anderson)
- Moschea di Azbak al-Yusufi
- Mausoleo e moschea di Hassan Tahir Pascia'
- Moschea di Taghri Bardi
- Moschea/Khanqah di al-Amir Shaykhu
- Moschea di Qanibay al-Muhammadi
- Sabil/Kuttab del sultano Qaytbay

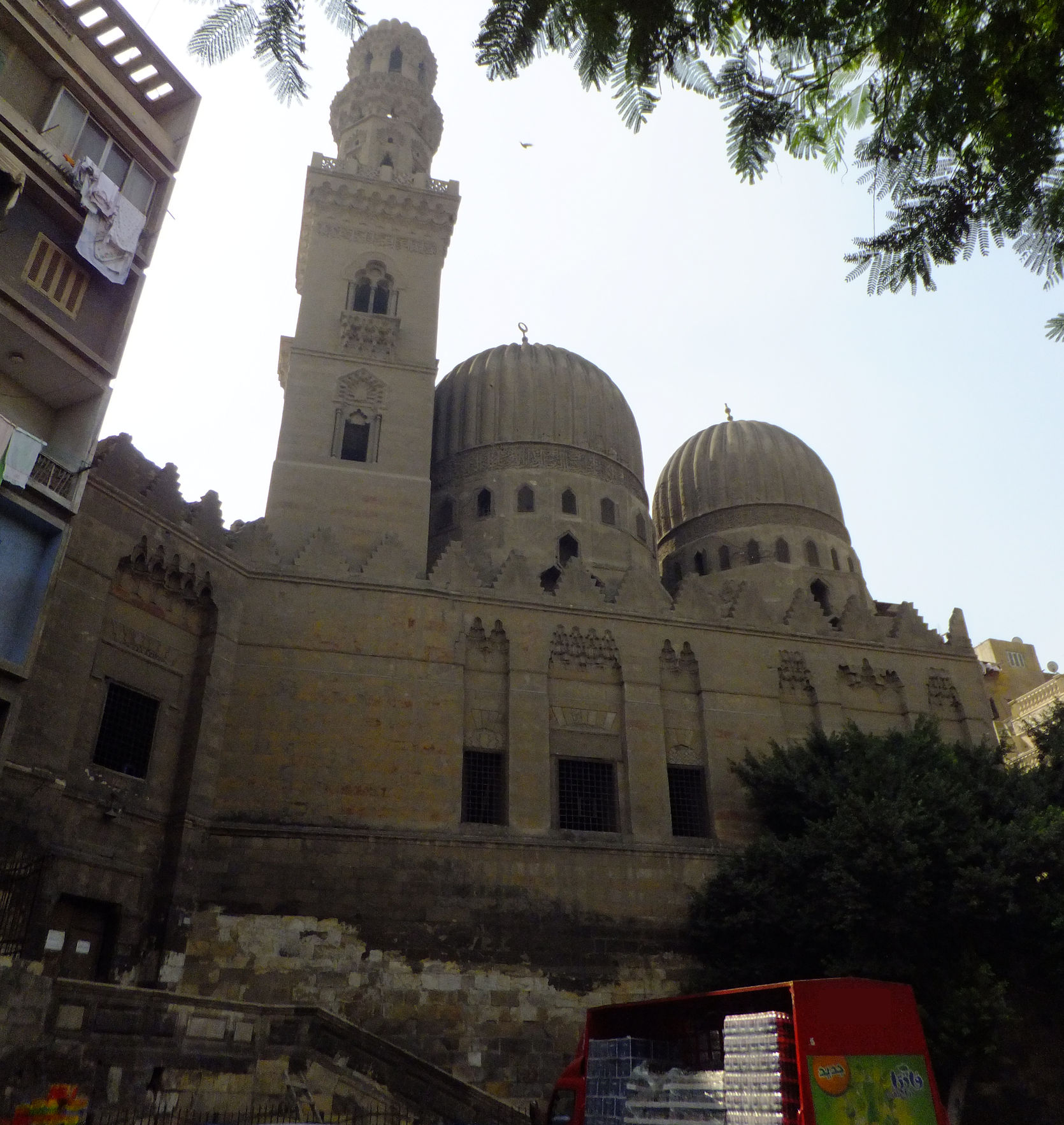
Moschea di Salar e Sangar al-Gawli in via Al-Saliba.
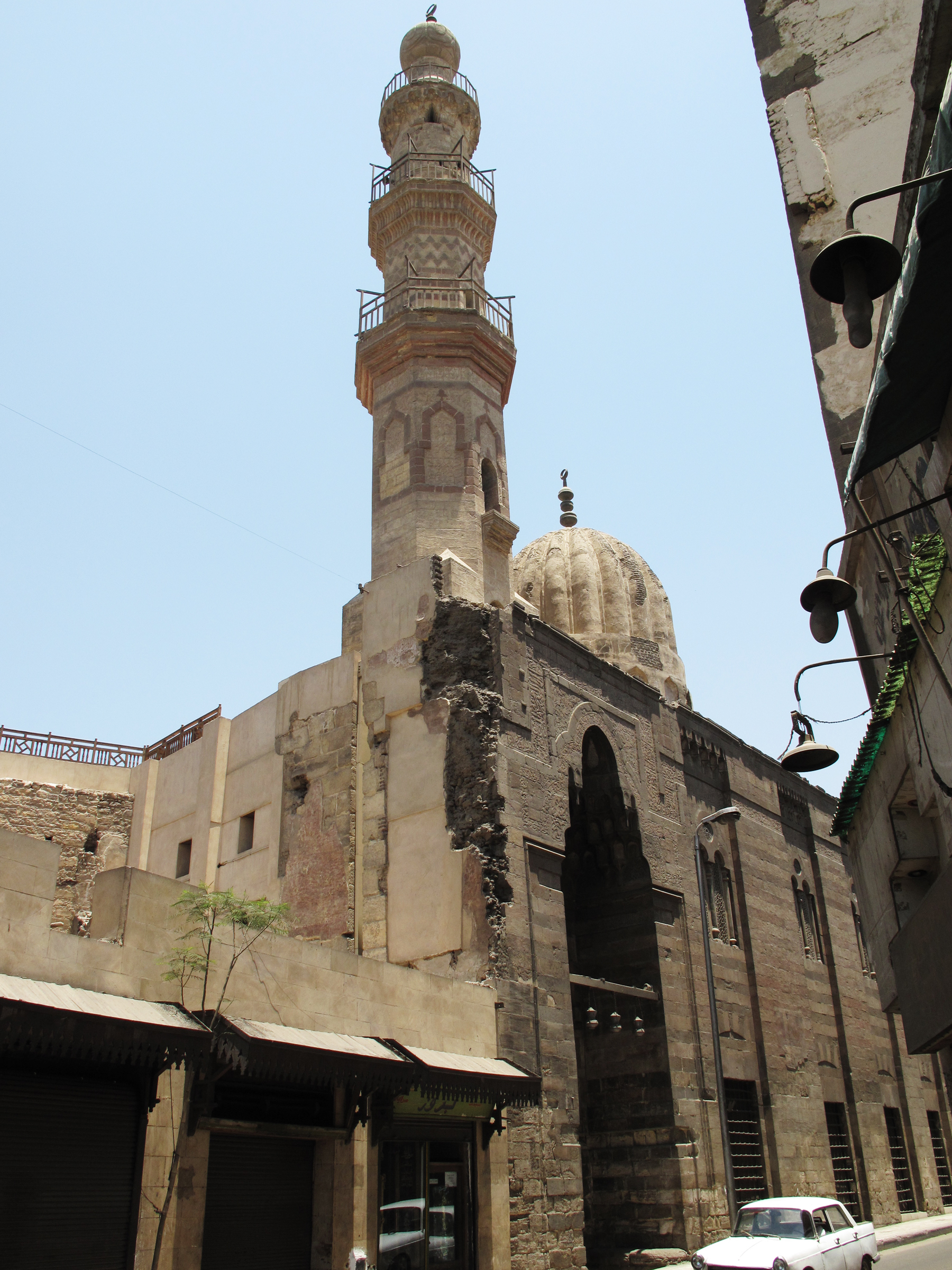
Moschea di al-Amir Shaykhu in via Al-Saliba.